# وادعة
وادعة: قبيلة عربية تنتشر في أقصى شمال اليمن وفي نجران وظهران الجنوب، وهي ضمن حلف قحطان. ونزل منهم ناس الكوفة بعد الفتوح، ولهم مسجد أبي داود وهو مسجد القصاص. وقد استخرج المختار الثقفي من وادعة خمسمائة أسير، ومن رجالهم: المنذر بن أبي حميضة كان فارس همدان وشاعرهم زمن علي بن أبي طالب، ومنهم: هاني بن أبي حية، والحارث بن الأزمع وأخيه شداد بن الأزمع من أشراف الكوفة.
جاء عنهم في دليل العرب (1916 م):«وادعة: قبيلة صغيرة تمارس التجارة. يبلغ عددها نحو 600 رجل، وتعيش في منطقة تحمل ذات الاسم بالقرب من قبائل يام من نجران. ويحدهم من الشمال والشرق يام، ومن الغرب سنحان والحباب، ولا تتمتع منطقتهم بالانتاج الطبيعي، بيد أن لديهم عدداً كبيراً من الآبار، حيث يزرعون العنب ويحولونه إلى زبيب ليبيعون في سائر المناطق حتى أبها ورجال. وهم يستوردون البن من جبل رازح وخولان الشام، ثم يبيعونه في عسير أو إلى تجار رفيدة اليمن، وهم في خصومة عموما مع قبائل يام، بيد أنهم لا يجنحون إلى النزاع أو الخصام، والإدريسي رجال شرطته وجباة ضرائبه بينهم، كما هي الحال في سائر قبائل قحطان. ويذهب للحج كل عام تقريبا على ركون كبير مشايخم، ويعد أمير الحج بالنسبة لجميع قبائل قحطان الجنوبية. شيخ شملهم: علي بن ركون -  600 رجل، وقراهم الرئيسة: ظهران، صفوان، البيضاء، عرج وادعة».

## النسب
أختلف في نسب وادعة على قولين، هما:

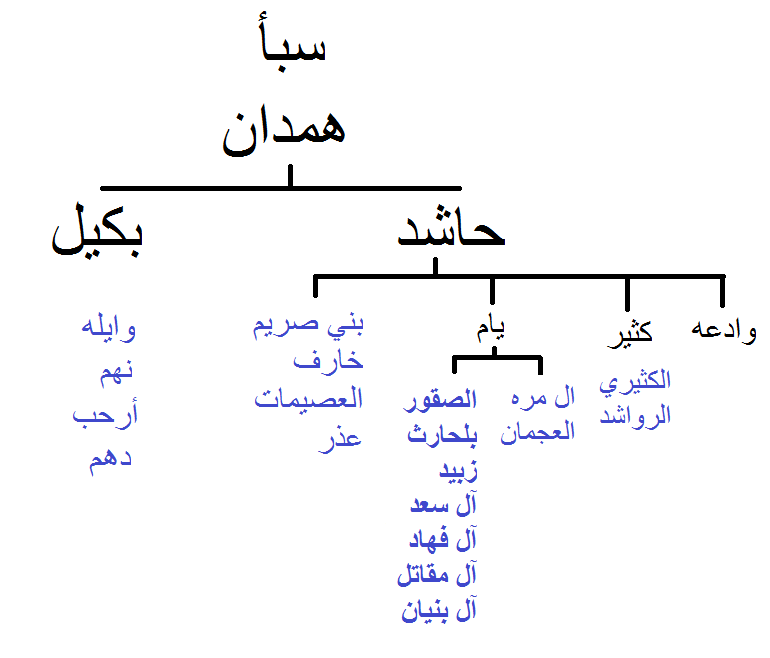
شجرة قبائل همدان كما ذكرها أبو محمد الهمداني

- وادعة بن عمرو بن عامر بن حارثة بن امرئ القيس بن ثعلبة بن مازن بن الأزد، وهو قول وهب بن منبه وابن إسحاق وابن الكلبي.[9][10][11][12]
- وادعة بن عمرو بن عامر بن ناشج بن دافع بن مالك بن جشم بن حاشد بن جشم بن حُبران بن نوف بن همدان، وهو قول أبو محمد الهمداني.[13]

وفي الخلاف في نسب وادعة، قال ابن حزم في قول ابن الكلبي: «وادعة بن مزيقياء عمرو بن عامر، دخل في همدان؛ فقالوا: نحن بنو وادعة بن عمرو بن عامر بن ناشح بن دافع بن مالك بن جشم بن حاشد»، وقال وهب بن منبه: «ثعلبة وغسان رحلوا وتخلف في بلاد همدان بنو وادعة بن عمرو فأحسنت همدان جوارهم وملكوهم على أنفسهم وأسندوا إليهم أمورهم حتى دعاهم ذلك إلى أن انتسبوا إليهم فقيل وادعة بن عمرو بن جشم بن حاشد بن همدان». بينما قال أبو محمد الهمداني:«أمهم أم عشب ابنة عدي بن ثعلبة بن كنانة بن بارق وهو سعد بن عدي بن حارثة بن عمرو مزيقياء، وهذه الولادة هي التي جرّت غباة وادعة إلى قولهم: نحن من الأزد من ولد عمرو بن عامر ماء السماء»، وقال الهمداني في موضع آخر: «المجاذبة التي تشهد في وادعة همدان فمن جهة الأزد يقولون: هو وادعة بن عمرو بن عامر بن حارثة». والمجاذبة والنزاع في أقوال وادعة أنفسهم يرجح إلى أن منهم قوم من الأزد، وآخرين من همدان.

## انظر أيضُا
- قبيلة همدان
- اليمن
- مقبل بن هادي الوادعي
- مسروق بن الأجدع الوادعي